# Ualasses (filho de Seleuco)
Ualasses ou Vologases, filho de Seleuco (em persa médio: Wala(x)š ī Selūkān; em parta: Wala(x)š Selūkān; em grego clássico: Ουαλάσου Σλωκαν; romaniz.: Oualásou Slokan) foi um dignitário sassânida do século III, ativo no reinado do xá Sapor I (r. 240–270).

## Nome
Vologases, Vologeso (Vologaesus), Vologesso (Vologessus) ou Vologeses são as formas latinas do parta Valagaxe (𐭅𐭋𐭂𐭔, Walagaš). A etimologia do nome não é clara, embora Ferdinand Justi proponha que Valagaxe seja um composto das palavras "força" (varəda) e "bonito" (gaš ou geš em persa moderno). Foi atestado em persa novo como Balaxe (بلاش, Balāš), em persa médio como Vardaquexe (Wardāḫš) ou Valaquexe (Walāḫš), em armênio como Valarxe (*Վաղարշ, *Vałarš), em árabe como Valaxe, Balaxe (بلاش, Valāš / Balāš) e Gulaxe (جولاش, Gulāš) e em grego como Olagado (*Ολαγαδος, via gen. Ολαγαδου), Olagedo (*Ολαγαίδος, Olagaídos, via gen. Ολαγαίδου), Ologado (*Ολογαδος, via gen. Ολογαδου), Uologedo (Ουολόγαιδος, Ouológaidos), Uologeos (Ουολόγεος, Ouológeos), Vologeso (Ουολόγαισος, Ouológaisos), Vologido (Βολόγίδος, Vológídos), Vologedo (Βολόγεδος, Vológedos), Ualases (*Ουαλάσες, via gen. Ουαλάσου) ou Ualasses (*Ουαλάσσες, via gen. Ουαλάσσου)

## Vida
As origens de Ualasses são incertas. Sua existência é indicada pela inscrição Feitos do Divino Sapor, que registra os 67 dignitários da corte do xainxá Sapor I (r. 240–270) por ordem de precedência. Segundo ela, ocupava a trigésima sétima posição entre eles. A inscrição o distingue do príncipe homônimo citado no mesmo documento ao informar que era filho de Seleuco, cuja vida é desconhecida.